# Le Grand Décompte NRJ
Vous pouvez aider à l'améliorer ou bien discuter des problèmes sur sa page de discussion.
- Il n’est pas rédigé dans un style encyclopédique. (Marqué depuis décembre 2015)
- Il est à actualiser. Certains passages sont obsolètes ou annoncent des événements désormais passés. (Marqué depuis décembre 2015)

Le Grand Décompte NRJ est une émission de radio diffusée chaque semaine sur les ondes de la Radio NRJ le dimanche de 16h à 18h qui est animée par Tobie Bureau-Huot et diffusée partout à travers le Québec. Cette émission consiste à présenter le top 20 des hits les plus populaires du palmarès de NRJ.

## Historique
À partir du 25 septembre 2004 jusqu'au 17 août 2008, la station de radio québécoise, anciennement appelée la radio Énergie, diffusait cette même émission appelée Le grand décompte Énergie anglo pour le top 20 des meilleures chansons anglophones et Le grand décompte Énergie franco pour le top 20 des meilleures chansons francophone. Par la suite, du 6 septembre 2008 au 22 août 2009, Radio Énergie annonçait la préparation du lancement de NRJ et le palmarès s'est réduit en un seul top 20 des meilleurs hits anglo et franco réunis. L'émission s'est donc nommée Le grand décompte Énergie. Finalement, du 29 août 2009 à aujourd'hui, après le lancement de NRJ du 24 août 2009, la station a renouvelé le nom de son palmarès, soit Le grand décompte NRJ, qui depuis porte ce nom.

## Décompte NRJ
Voici un exemple de la liste du top 20 du grand décompte NRJ d'une semaine de 2011.
En date du samedi 30 avril 2011
| Rang | Titre                                               | Artiste             |
| ---- | --------------------------------------------------- | ------------------- |
| 1    | Mr. Saxobeat                                        | Alexandra Stan      |
| 2    | S&M                                                 | Rihanna             |
| 3    | Price Tag (feat. B.o.B)                             | Jessie J            |
| 4    | Comme avant                                         | Marie-Mai           |
| 5    | Born This Way                                       | Lady GaGa           |
| 6    | Don't Give Up                                       | Gums & Sir Samuel   |
| 7    | F**kin' Perfect (Perfect)                           | P!nk                |
| 8    | Dirty Situation (French Version) [feat. Akon]       | Mohombi             |
| 9    | Grenade                                             | Bruno Mars          |
| 10   | Firework                                            | Katy Perry          |
| 11   | Alone Again (Encore Seule) [Avec Dice B]            | Alyssa Reid         |
| 12   | More (RedOne Jimmy Joker Remix)                     | Usher               |
| 13   | The Lazy Song                                       | Bruno Mars          |
| 14   | Someday                                             | The Black Eyed Peas |
| 15   | I Need a Doctor (feat. Eminem & Skylar Grey)        | Dr. Dre             |
| 16   | Till the World Ends                                 | Britney Spears      |
| 17   | Higher (feat. Kylie Minogue)                        | Taio Cruz           |
| 18   | On the Floor (feat. Pitbull)                        | Jennifer Lopez      |
| 19   | Party Rock Anthem (feat. Lauren Bennett & GoonRock) | LMFAO               |
| 20   | Judas                                               | Lady GaGa           |

En date du samedi 23 avril 2011
| Rang | Titre                                               | Artiste             |
| ---- | --------------------------------------------------- | ------------------- |
| 1    | Comme avant                                         | Marie-Mai           |
| 2    | M.. Saxobeat                                        | Alexandra Stan      |
| 3    | S&M                                                 | Rihanna             |
| 4    | Price Tag (feat. B.o.B)                             | Jessie J            |
| 5    | Born This Way                                       | Lady GaGa           |
| 6    | Dirty Situation (French Version) [feat. Akon]       | Mohombi             |
| 7    | Grenade                                             | Bruno Mars          |
| 8    | F**kin' Perfect (Perfect)                           | P!nk                |
| 9    | Don't Give Up                                       | Gums & Sir Samuel   |
| 10   | More (RedOne Jimmy Joker Remix)                     | Usher               |
| 11   | Firework                                            | Katy Perry          |
| 12   | Alone Again (Encore Seule) [Avec Dice B]            | Alyssa Reid         |
| 13   | Higher (feat. Kylie Minogue)                        | Taio Cruz           |
| 14   | The Lazy Song                                       | Bruno Mars          |
| 15   | I Need a Doctor (feat. Eminem & Skylar Grey)        | Dr. Dre             |
| 16   | Someday                                             | The Black Eyed Peas |
| 17   | I Stay                                              | Kelly Street        |
| 18   | Till the World Ends                                 | Britney Spears      |
| 19   | On the Floor (feat. Pitbull)                        | Jennifer Lopez      |
| 20   | Party Rock Anthem (feat. Lauren Bennett & GoonRock) | LMFAO               |

## Lancement NRJ
Le lancement de NRJ a été une très grande nouvelle pour Énergie, ils ont travaillé sur ce coup pendant 2 ans; l'arrivée de NRJ International au Québec. NRJ France, qui est le plus grand groupe radio francophone en Europe qui s'est installé avec Énergie. Ce fut plutôt une échange de visibilité de la marque, la marque extérieure puis également en ondes. Pour Énergie, NRJ Québec offrait une possibilité très importante d'avoir autant de contenu venant de partout à travers le monde, des exclusivités d'entrevues, de concerts, de spectacles un peu partout à travers le monde, d'avoir les fameux NRJ Music Awards. Ce fut alors une grande nouvelle pour la radio Énergie; ils étaient extrêmement fébriles, ça faisait tellement longtemps qu'ils avaient le secret et ne voulaient pas l'annoncer. Le 24 août 2009, c'était la grande rentrée de NRJ au Québec.
Pour les programmations, il n'y a eu aucun changement, les auditeurs ont retrouvé toutes leurs stars et leur antenne préférée le 24 août 2009. Énergie est demeurée une station très musicale avec de l'humour. Pour les stations de Montréal et de la province, les auditeurs ont retrouvé leurs animateurs réguliers qui étaient excités à l'idée de changer le logo sur le site internet par rapport aux campagnes amenées, l'image sonore de la station qui a changé pour la panthère NRJ.
Il y a eu une nouvelle émission en soirée à partir de 18h (La hit liste NRJ) qui a démontré que Énergie était devenue une station beaucoup plus avant-gardiste au niveau de la musique avec du Hip-hop, du Rap, du Dance, du House en s’ajoutant avec la musique Rock et Pop qui jouait déjà sur les ondes de la radio Énergie. C'est une émission plus jeunes, plus interactive, branchée sur le web (ex. Twitter, Facebook, etc.) et sur les nouvelles tendances. Ce fut d'ailleurs le changement le plus majeur apporté par la station.

## Liste des 10 stations de la radio NRJ au Québec
| Ville                | Fréquence | Station |
| -------------------- | --------- | ------- |
| Drummondville        | 92.1      | CJDM-FM |
| Est du Québec        | 98.7      | CIKI-FM |
| Estrie               | 106.1     | CIMO-FM |
| Gatineau-Ottawa      | 104.1     | CKTF-FM |
| Mauricie             | 102.3     | CIGB-FM |
| Montréal             | 94.3      | CKMF-FM |
| Québec               | 98.9      | CHIK-FM |
| Rouyn-Noranda        | 99.1      | CJMM-FM |
| Saguenay-Lac-St-Jean | 94.5      | CJAB-FM |
| Val-d'Or             | 102,7     | CJMV-FM |